# Ferdinand Marie de Lobkowicz
Ferdinand Maria de Lobkowitz (Wenen, 18 december 1726 - Münster 29 januari 1795) was een Belgisch bisschop van Boheemse afkomst. 

## Loopbaan
Ferdinandus Maria Carolus Josephus Leonardus Procopius prins van Lobkowicz was 
de zoon van Georg Christian von Lobkowitz en gravin Karoline Henriette von Waldstein.
Hij was de achterkleinzoon van de eerste vorst van Lobkowicz: Wenzel Eusebius. 
Ferdinand Lobkowitz studeerde te Rome aan het Collegio Romano.
Op 2 april 1747 ontving hij de tonsuur en de lagere wijdingen te Salzburg en op 10 mei 1750 werd hij tot subdiaken gewijd door de aartsbisschop van Praag en in datzelfde jaar tot diaken en op 21 januari 1751tot priester.
Hij werd kanunnik van het kathedraalskapittel van Luik, Augsburg en Salzburg.

## Bisschop

### Bisschop van Namen
Op 22 november 1771 benoemde Maria Theresia van Oostenrijk hem tot bisschop van Namen en op 30 januari 1772 werd die benoeming door Paus Pius VI bevestigd. Op 10 mei 1772 werd hij gewijd. Hij was toen 45 jaar.
Zijn bisschopsleuze was Adhaerere Deo bonum (Het is goed zich aan God te hechten).

### Bisschop van Gent
Op 13 juni 1779 benoemde Maria Theresia hem tot bisschop van Gent. De Geheime Raad verwierp zijn kandidatuur, omdat hij de volkstaal helemaal niet machtig was, maar Maria Theresia hield voet bij stuk en op 20 september 1779 werd die benoeming door Paus Pius VI bekrachtigd en op 29 oktober 1779 werd hij geïnstalleerd. Hij deed zijn blijde intrede op 22 november 1779: komende van het bisschoppelijk buitenverblijf Kasteel Rozelaar in Lochristi kwam hij naar Gent waar hem aan de Sint-Jacobskerk de kentekenen van zijn bisschoppelijke waardigheid overhandigd werden, waarna hij met zijn koets, omringd door een op zijn Hongaars geklede escorte, verder reed naar de Sint-Baafskathedraal.
Hij was de laatste Gentse bisschop die het Hof van Sint-Baafs als residentie had. Over het algemeen verbleef hij trouwens op zijn buitenverblijf in Lochristi, waar hij samen met "syne Favoriete" (mevrouw van der Saeren) woonde, iets wat uiteraard schandaal verwekte.
Op 19 juni 1780 droeg hij in de kathedraal een plechtige mis op om de genezing te bekomen van de landvoogd Karel van Lotharingen , die op 4 juli van datzelfde jaar overleed.

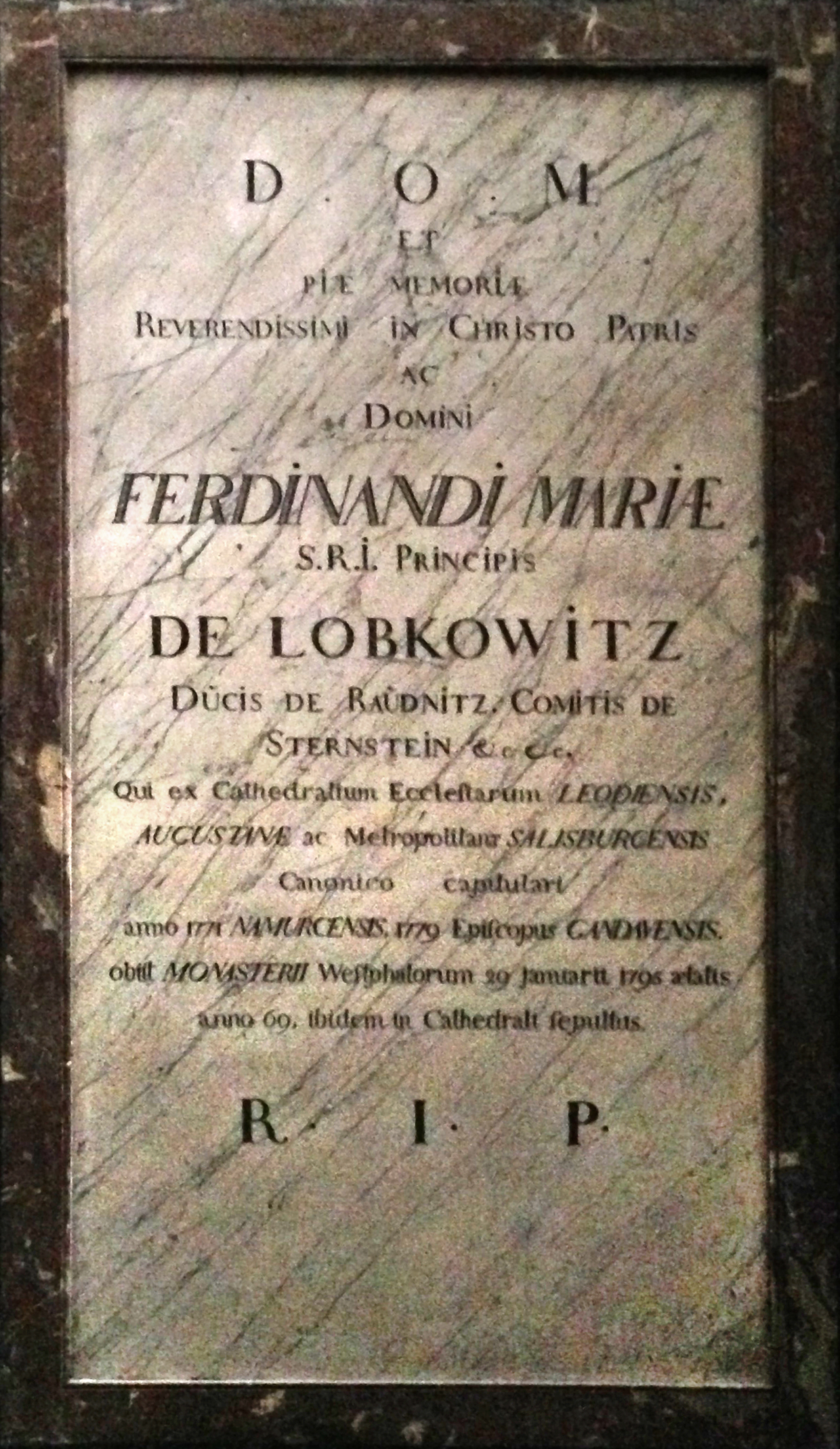
Epitaaf bisschop Ferdinand Marie de Lobkowicz

Op 23 juni 1794 sloeg de bisschop op de vlucht voor de Fransen via Antwerpen, Düsseldorf en Delft naar Münster, waar hij ziek aankwam en op 29 januari 1795 er op 68-jarige leeftijd overleed. Hij werd er in de Dom van Münster begraven.
De Fransen hieven het Sint-Baafskapittel en het bisdom Gent op. Een opvolger kwam er pas in 1802, na het herstel van de katholieke eredienst.
In een van de kapellen aan de noordzijde van de kooromgang van de Sint-Baafskathedraal bevindt zich het epitaaf van Mgr Lobkowicz.

## Varia
- Maria Theresia van Oostenrijk schreef hem als bisschop aan met “mon cousin”.
- De hierboven vermelde Georg Christian von Lobkowitz (de gouverneur van Sicilië) reisde in 1745 met Christoph Willibald Gluck naar Parijs en Londen, waar ze eerste druk van Handel's Messiah kochten, nu aanwezig in het Lobkowitz Museum in Praag.[1]
- in 1782-83 liet Ferdinand Marie de Lobkowicz het kasteel Rozelaar te Lochristi, de zomerresidentie van de Gentse bisschoppen volledig herstellen, verfraaien en vergroten. Ten zuiden van het waterkasteel liet de prins een prachtige Engelse tuin aanleggen.